# Grimmen
Grimmen (IPA ˈgʁɪmən) er en by og kommune i det nordøstlige Tyskland, beliggende under Landkreis Vorpommern-Rügen i delstaten Mecklenburg-Vorpommern. Byen har en velbevaret gammel bydel, som tiltrækker mange turister. Frem til 2011 var byen administrationsby i Landkreis Nordvorpommern.

## Geografi
Grimmen ligger i den sydøstlige del af Nordvorpommern ved floden Trebel og er beliggende knap 30 km syd for Stralsund og 30 km vest for Greifswald. Området støder mod vest til Amt Franzburg-Richtenberg, i nord til Amt Miltzow og i syd og øst til kommunen Süderholz. Nabokommunerne er: Wittenhagen, Wilmshagen, Süderholz, Wendisch Baggendorf, Splietsdorf, Papenhagen.

### Kommunens opdeling
Grimmen er opdelt i følgende bymæssige områder:
| - Appelshof - Gerlachsruh - Grellenberg - Grimmen - Groß Lehmhagen - Heidebrink | - Hohenwarth - Hohenwieden - Jessin - Klein Lehmhagen - Stoltenhagen - Vietlipp |

### Seværdigheder
Grimmens ældste bygning er Marienkirche, som er opført før 1267. Derudover er der 3 teglstensbyporte opført i den tidlige gotik:
- Mølleporten (formentlig bygget omkring 1320)
- Stralsundporten (formentlig bygget omkring 1320)
- Greifswaldporten (formentlig bygget mellem 1350 og 1400).

Markant er også rådhuset fra 1400, bygget i gotisk stil.